# Escut de l'Urgell
L'escut oficial de l'Urgell té el següent blasonament: Escut caironat: escacat d'or i de sable; ressaltant sobre el tot un pal ondat de sinople; la bordura componada d'or i de gules. Per timbre una corona mural de comarca.
Va ser aprovat oficialment el 18 de gener del 1990. L'escacat d'or i de sable són les armes de l'antic comtat d'Urgell, que s'estenia per la comarca i més enllà. El pal ondat és un senyal distintiu per diferenciar-lo d'altres escuts comarcals amb les mateixes armes dels comtes d'Urgell, com la Noguera, el Pla d'Urgell o l'Alt Urgell, i es pot referir als rius que travessen la comarca, com el riu Sió o el riu Corb. La bordura representa els quatre pals de l'escut de Catalunya.